# 夏

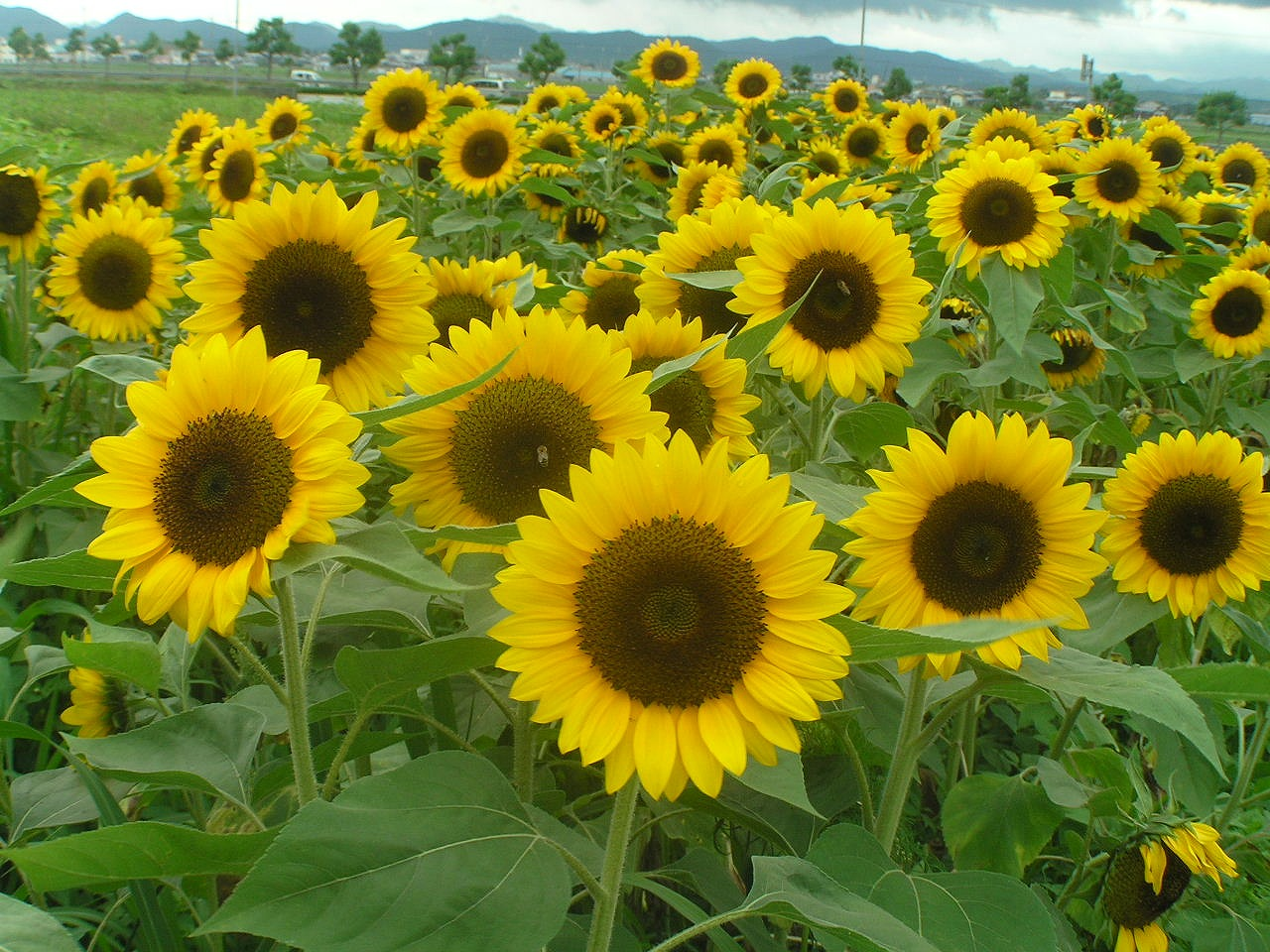
夏のシンボルのひとつ「ヒマワリ」

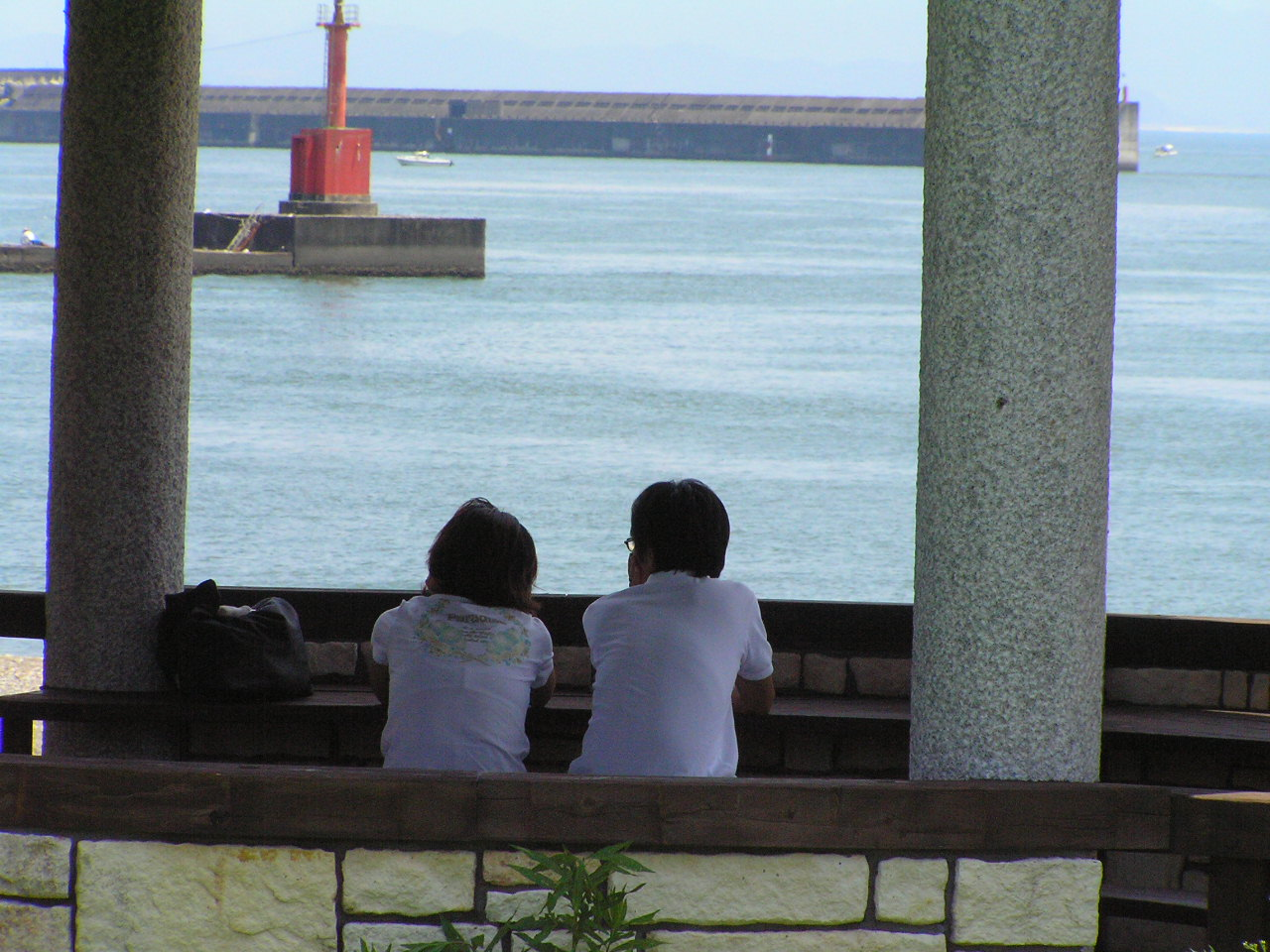
真夏の海辺 7月30日

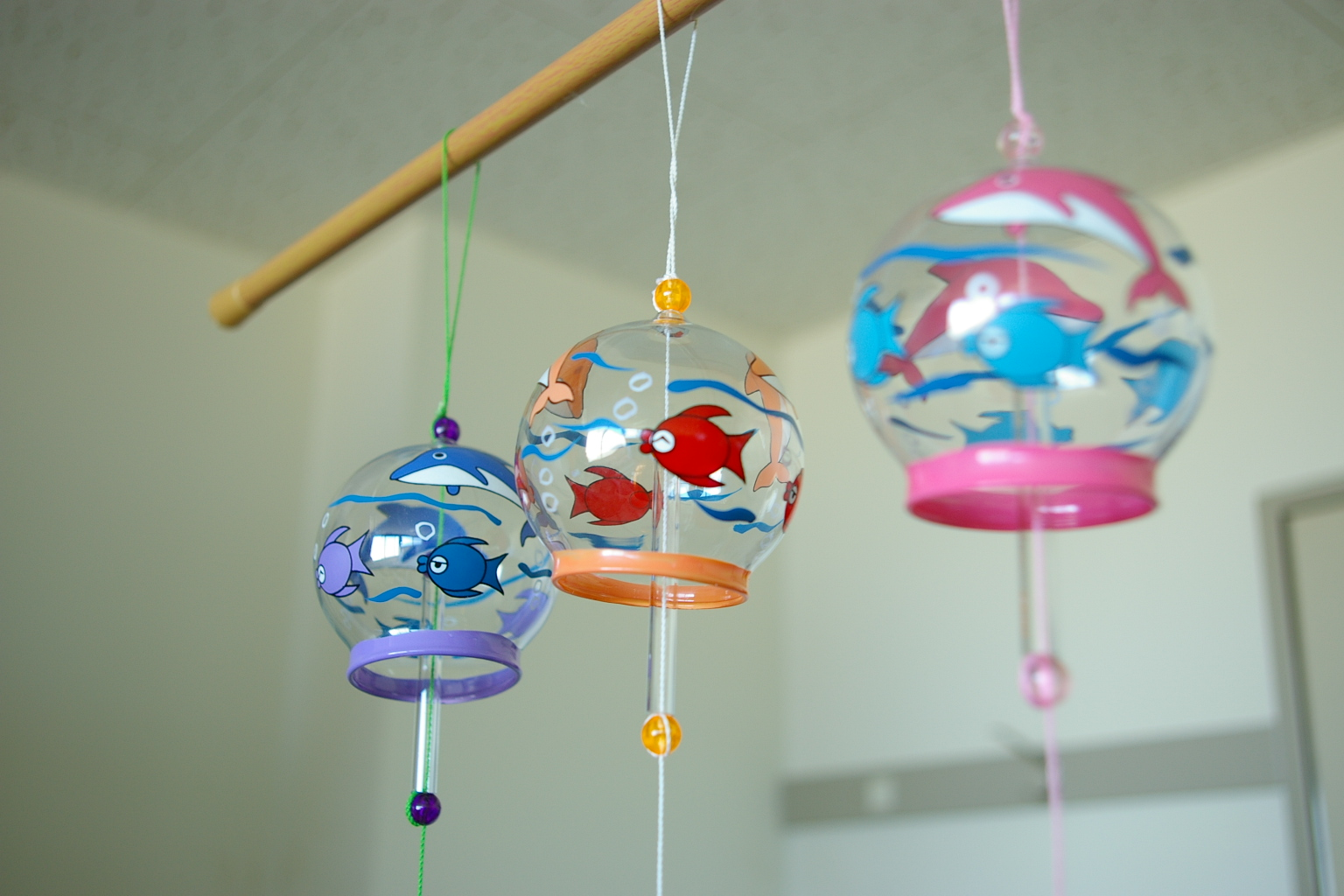
夏の風物詩である風鈴

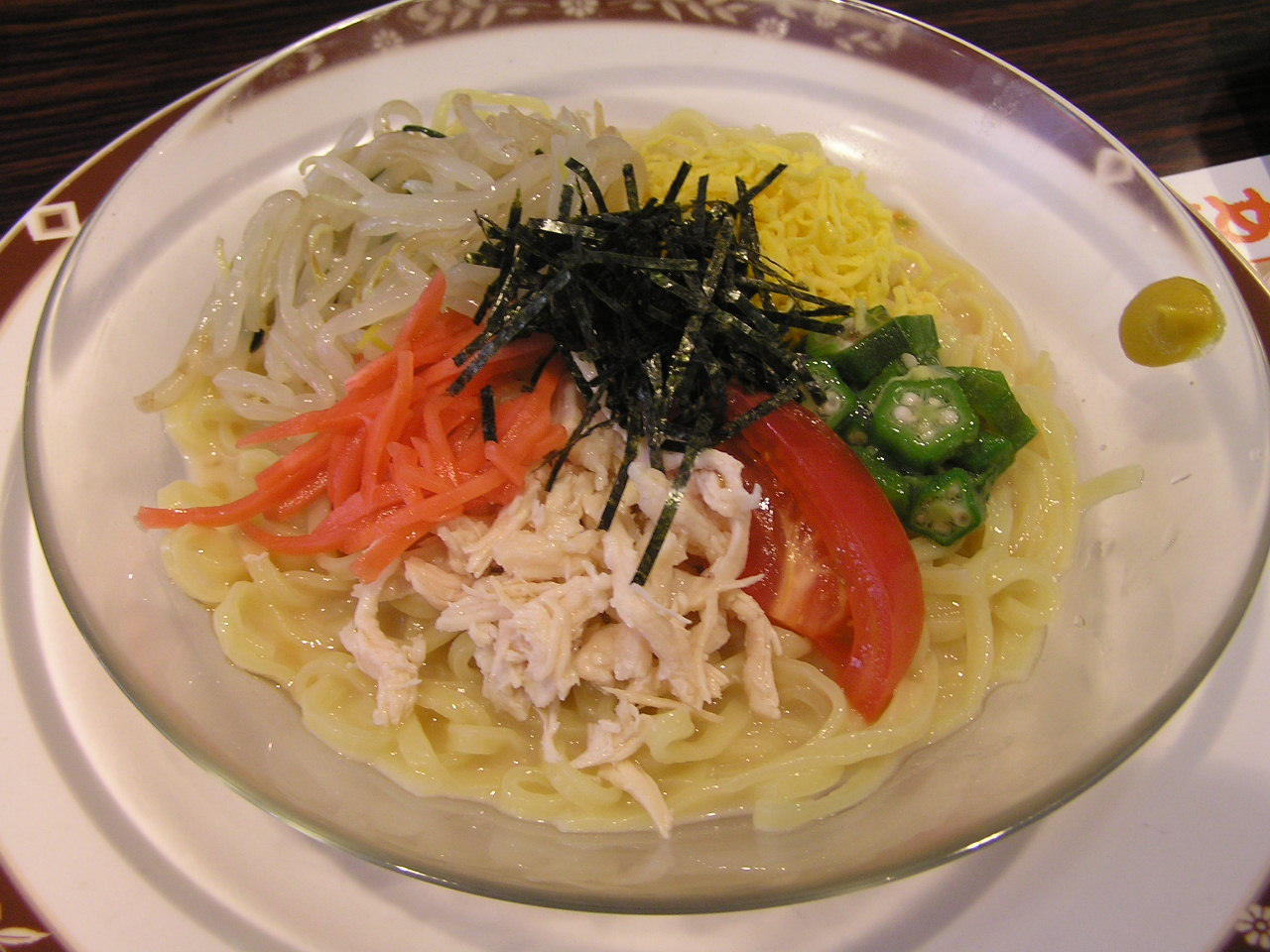
夏の食べ物「冷やし中華」

夏（なつ）は、四季のひとつで、春と秋にはさまれた季節。天文学的には夏至から秋分まで。太陽暦では6月から9月を指し、陰暦では4月から6月となる。
四季の区分のある土地では最も気温の高い、3か月程度の期間である。北半球ではグレゴリオ暦の6月 - 8月ごろ、南半球では12月 - 2月ごろである。

## 定義

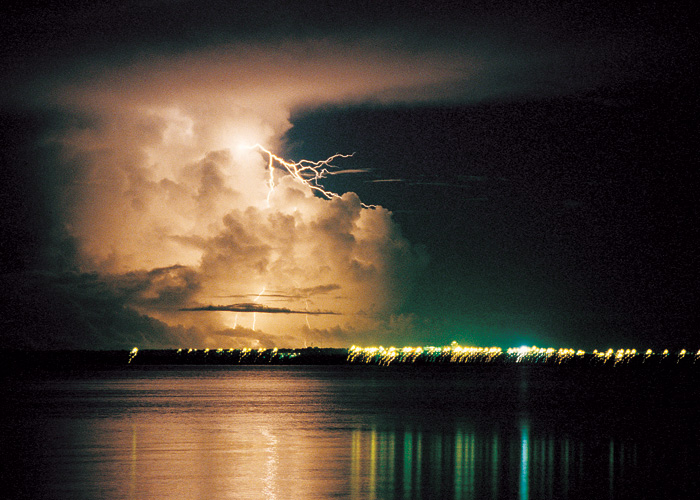
ダーウィン（オーストラリア）の夏の雷雨

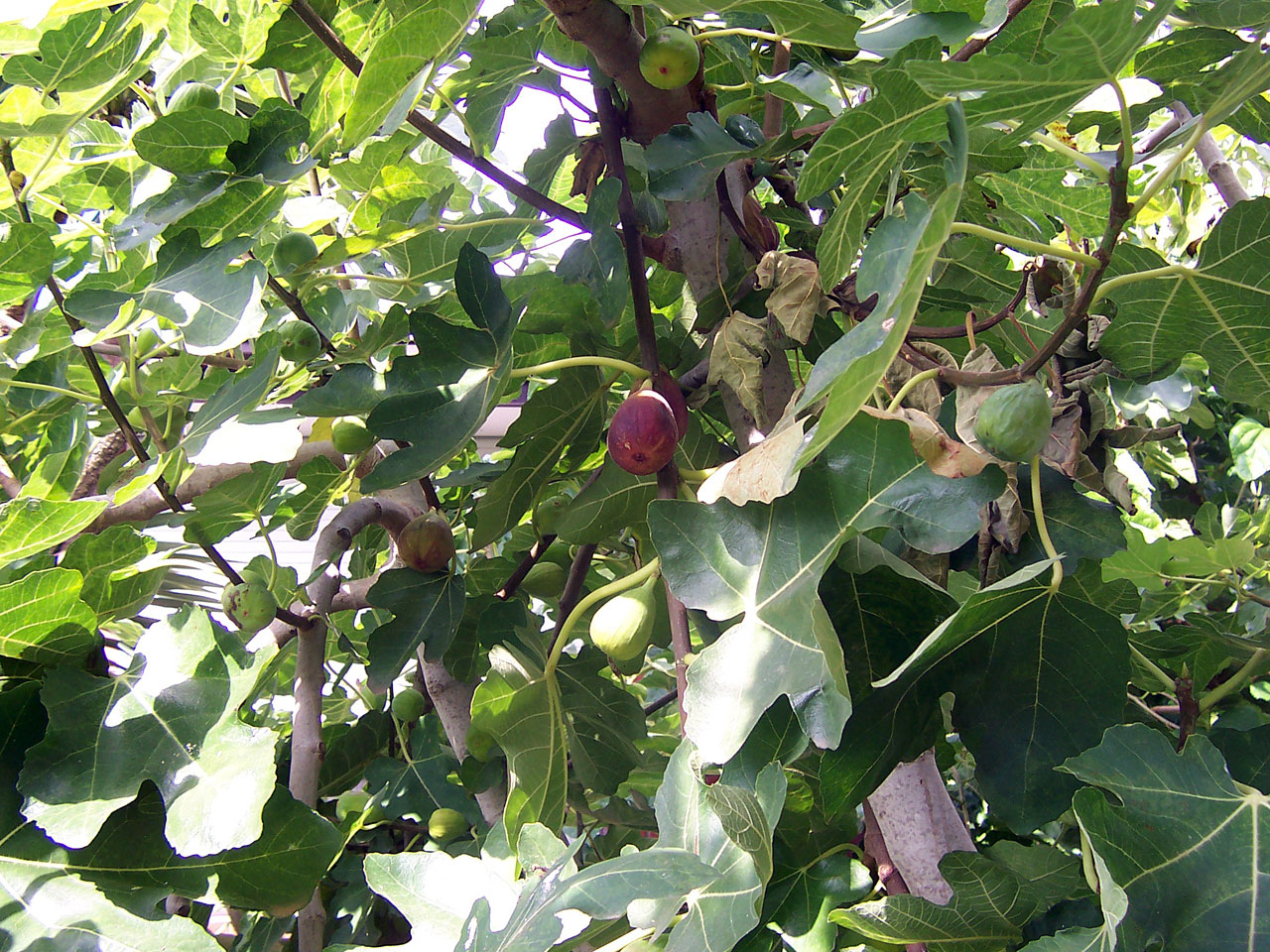
夏に実ったイチジク

夏の期間にはいくつかの定義がある。以下は北半球での定義で、南半球では半年ずれる。

### 日本における定義
| 分類         | 分類         | 春                      | 夏                    | 秋                    | 冬                     |
| ------------ | ------------ | ----------------------- | --------------------- | --------------------- | ---------------------- |
| 伝統的季節   | 暦月区切り   | 旧暦正月（新暦2月頃） - | 旧暦四月(新暦5月頃) - | 旧暦七月(新暦8月頃) - | 旧暦十月(新暦11月頃) - |
| 伝統的季節   | 節月区切り   | 立春(2/3頃) -           | 立夏(5/5頃) -         | 立秋(8/7頃) -         | 立冬(11/7頃) -         |
| 気象学的季節 | 気象学的季節 | 3月 -                   | 6月 -                 | 9月 -                 | 12月 -                 |
| 天文学的季節 | 天文学的季節 | 春分（3/20頃） -        | 夏至（6/21頃） -      | 秋分（9/22頃） -      | 冬至（12/22頃） -      |

日本における「夏（なつ）」の定義は、中国暦の「夏(xià)」の定義の強い影響を受けた上、近代においてグレゴリオ暦に付随する欧米の文化的影響も受けて複雑な様相を呈している。
中国暦以外の暦法を知らなかった前近代の時期には、中国暦の「夏(xià)」の定義を日本人もそのまま受け入れざるを得なかった。しかし、海洋性気候であり、肝心の夏至の時期には梅雨により日射が遮られる日本では、前述の昼間の長さと気温のズレは中国より著しく大きくなる。日本列島においては、気温のピークは立秋の時期にずれこむため、気温がピークになる頃には、夏が終わって秋が始まってしまっているという現象が生じることになる。このギャップが、現在でも「暦の上では…夏（秋）ですが…（気温の実感は全く違います）」というフレーズが天気予報などで頻繁に用いられる原因となっている。
近代に入りグレゴリオ暦を採用してからは、この矛盾からは建前上は解放された。しかし、日本人は曲がりなりにも中国暦の定義に千年以上馴染んできたため、欧米型の定義では季節の到来があまりにも遅すぎ、日本においては、6月・7月・8月の3か月を夏であるとすることが一般的である。日本においては気象学においても、この独自の定義が用いられている。気象庁では最高気温が25℃以上の日を夏日（なつび）、30℃以上の日を真夏日（まなつび）と呼んでいる。気象庁は地球温暖化やヒートアイランドなどの影響で最高気温が35℃以上になる日が増えているという背景から、2007年（平成19年）より新たに35℃以上の日を猛暑日（もうしょび）という呼称を使うことに決めた。比較的寒冷である北海道・東北北部以外では、最高気温が25℃以上の日は毎年7・8月を中心に5月から10月頃にかけて生じる日数が多いことから、1年の約半分にあたるこの時期のあたりが日本人が体感的に感じる夏の範囲に入ることになる。(ただし体感的に夏と感じるのは温度だけではなく湿度の高さによるところも大きい)

### 欧米・西アジアにおける定義
西アジアから西ヨーロッパ、北アメリカにかけての広い地域では、夏とは夏至から秋分までの1年の1／4の期間を指すのが伝統的な定義である。これはメソポタミア文明において成立した西洋占星術の伝統を受け継ぐもので、西欧占星術においては、太陽が春分点を通過する（太陽黄経0度）時期を春の始まりとし、これを新年として祝っていた（正確には太陽太陰暦により、春分に近い新月の日を新年とした。ユダヤ暦を参照）。この考え方によれば、夏とは、太陽が黄経90度から180度に至るまでの期間、すなわち巨蟹宮から処女宮を通過する期間となる。近代の天文学における「北半球の夏」の正式な定義も、やはりこれに従っている。
なお、ケルト人など西ヨーロッパの他の民族は、別の暦を持っていたらしいことが知られている。

### 中国における定義
これに対して、中華文明においては、夏 (xià) とは立夏から立秋までの1年の 1⁄4 の期間として一貫して定義されてきた。これは、中国の暦法においては、太陽の南中高度が最も低くなる冬至を、「冬」の中央であると定義して、十二支最初の子月の基準点（朔旦冬至）としたことに由来する。この考え方によれば、夏とは、夏至を「夏」の中央とする1年の 1⁄4 の期間ということになる。なお、中国式の太陽太陰暦（いわゆる旧暦）においては、立夏から立秋の期間に最も近い3か月または4か月（閏月の場合）の間、すなわち4月から6月までの間が夏となる。
しかし、太陽エネルギーを最大に受ける時期は夏至であっても、地球が暖まるまでには時間がかかるので、この定義によれば、「夏」が気温の最も高い時期とずれる問題が生じる。しかし、黄河文明発祥の地である華北地方は暖まりやすく冷めやすい大陸性気候であって、立秋よりやや前に気温のピークが来て(小暑、大暑）立秋には気温の低下を実感できるため、中国北部においては、辛うじて語義の矛盾は免れている。

## 気候と自然

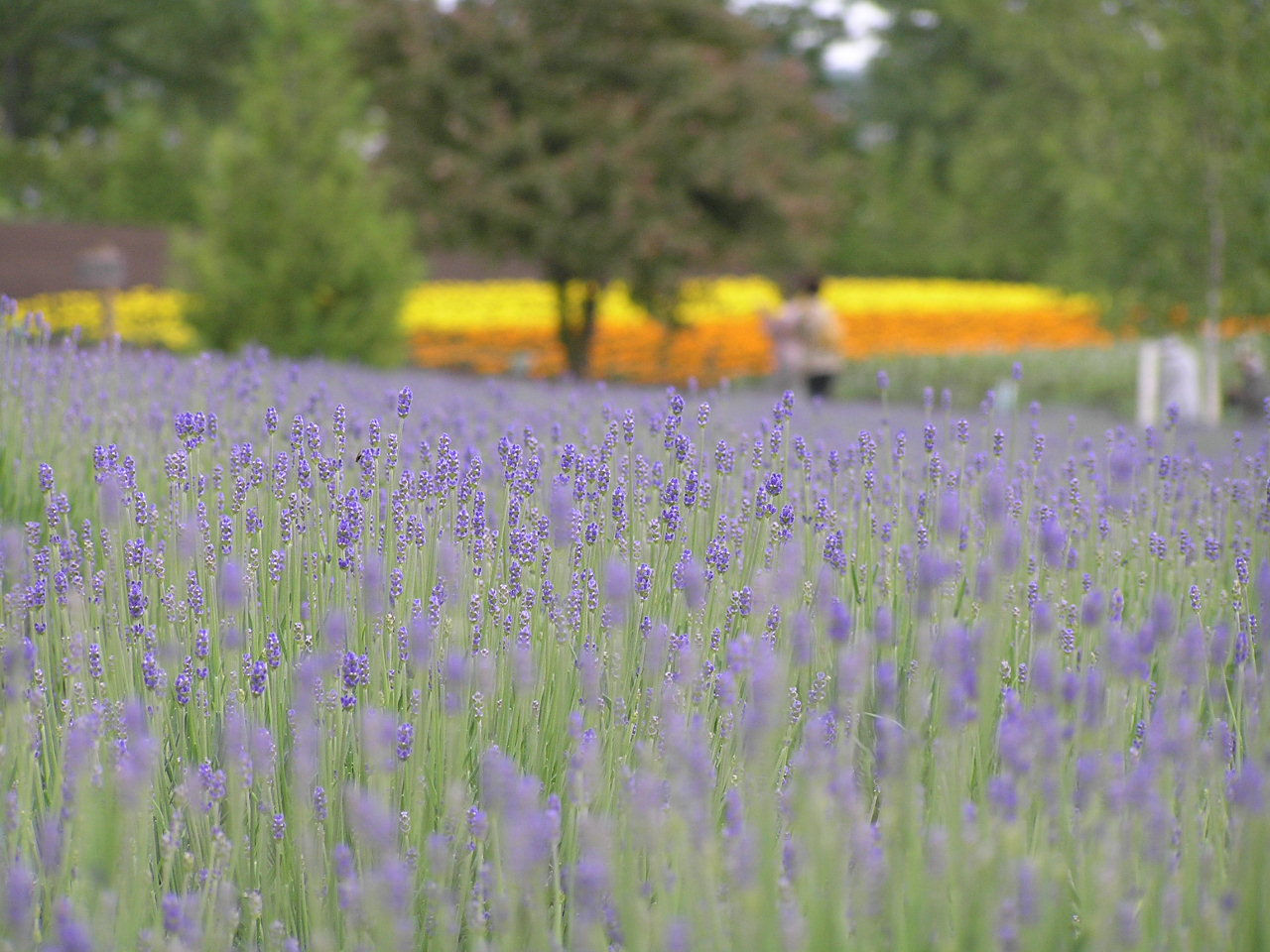
夏のラベンダー畑（富田ファーム）

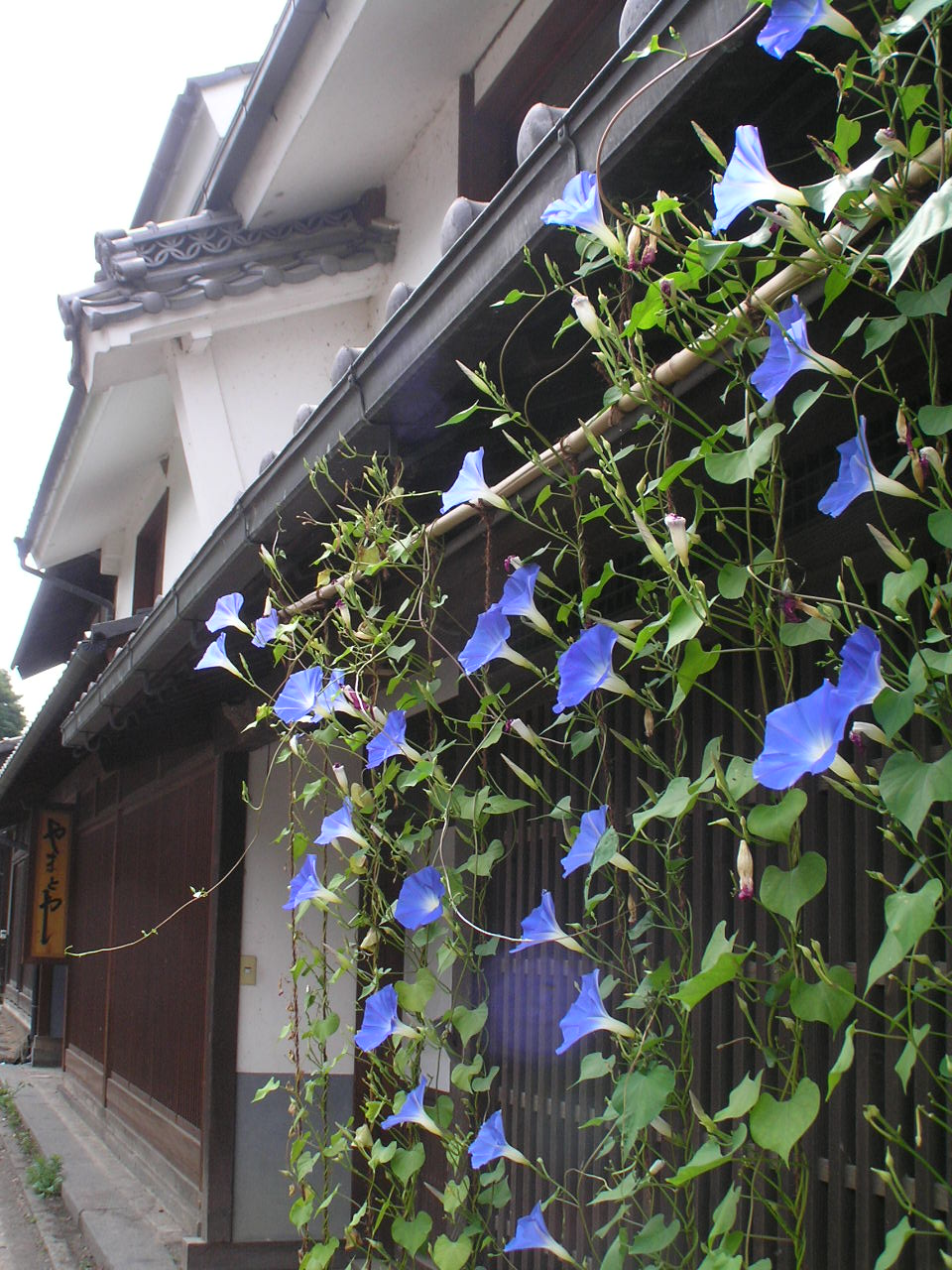
夏を代表する風物のひとつアサガオ（海野宿）

（北半球の）夏には、太陽エネルギーの放射が北半球に偏るため、ハドレー循環、フェレル循環を中心とする大気循環も全体として大きく北側に移動することになる。中緯度地帯においては、亜熱帯高気圧が北上することになるが、そのもたらす気候は、大陸西岸と大陸東岸で対照的な様相を示す。大陸西岸では、亜熱帯の砂漠地帯を形成する亜熱帯高気圧がそのまま北上して、地中海性気候の地域に高温と乾燥をもたらす。都市によっては、亜熱帯高気圧が西岸海洋性気候の地域まで北上することがあり、西ヨーロッパなどに猛暑と旱魃をもたらす。他方、大陸東岸では、夏期のモンスーンが北上して、熱帯地方の海上から大量の湿気を運び、温暖冬季少雨気候や温暖湿潤気候の地域に高温多湿と多雨をもたらすのが一般的である。日本の多くの地域では、8月を中心に、亜熱帯高気圧の一つである太平洋高気圧に広く覆われてしまい、高温多湿ながら晴天が持続することが通常である。日本における稲作は、この太平洋高気圧による高温と晴天の到来を前提として成立しているため、太平洋高気圧が十分に北上しない場合には、東日本の太平洋側を中心に稲作が大打撃をうける（冷夏）。また、南アメリカを除く大陸東岸においては、晩夏を中心に、亜熱帯高気圧の縁に沿って移動する台風やハリケーン、サイクロンに襲われることがある。
このように、大陸東岸の夏は高温多雨の時期であり、動植物の活動が最も盛んな時期となる。東アジアや北アメリカ東部を原産とする植物は、夏を生育の中心時期とするものが大変に多い。他方、大陸西岸においては、夏は高温であるが乾燥に襲われる時期でもあり、特に小さな植物にとっては生育の難しい時期でもある。地中海沿岸や西アジア、アフリカ南端部のケープタウン周辺を原産とする草本を中心に、夏を休眠時期とする植物も多い。
農業従事者以外（もしくは主にその人々で構成される社会＝主に都市社会）にとっては夏は別の意味を持つ。主に休息の時期（その暑熱な気候の回避または逆に享受）であるが、それ以外の意味を夏に持たせる例も多い。詳細は「人の生活との関わり」で後述。
夏にとれるものは旬を参照。

### 日長との関係
夏は日長が長くなる時期でもある。南中高度も高くなるから、日照も強くなり、気温が高くなるのもそのためである。極地方では白夜が見られる。

## 人の生活との関わり

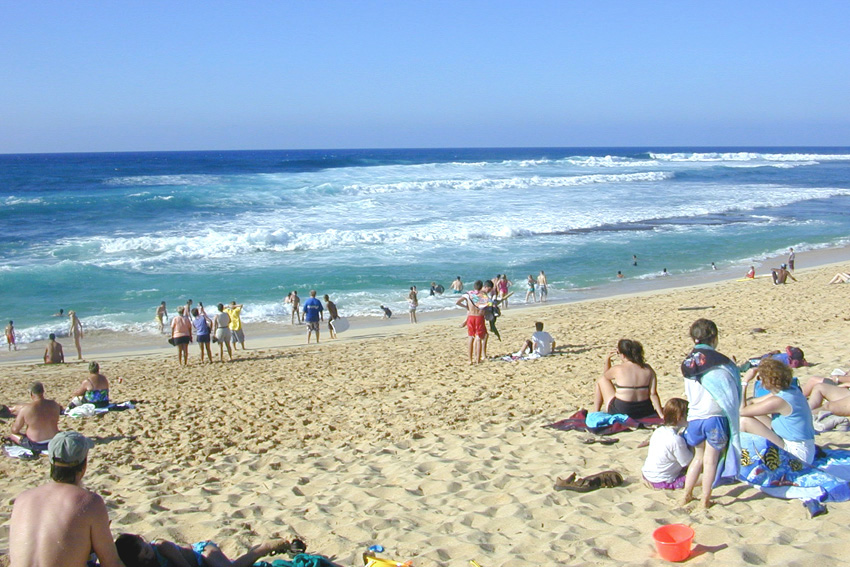
夏の海

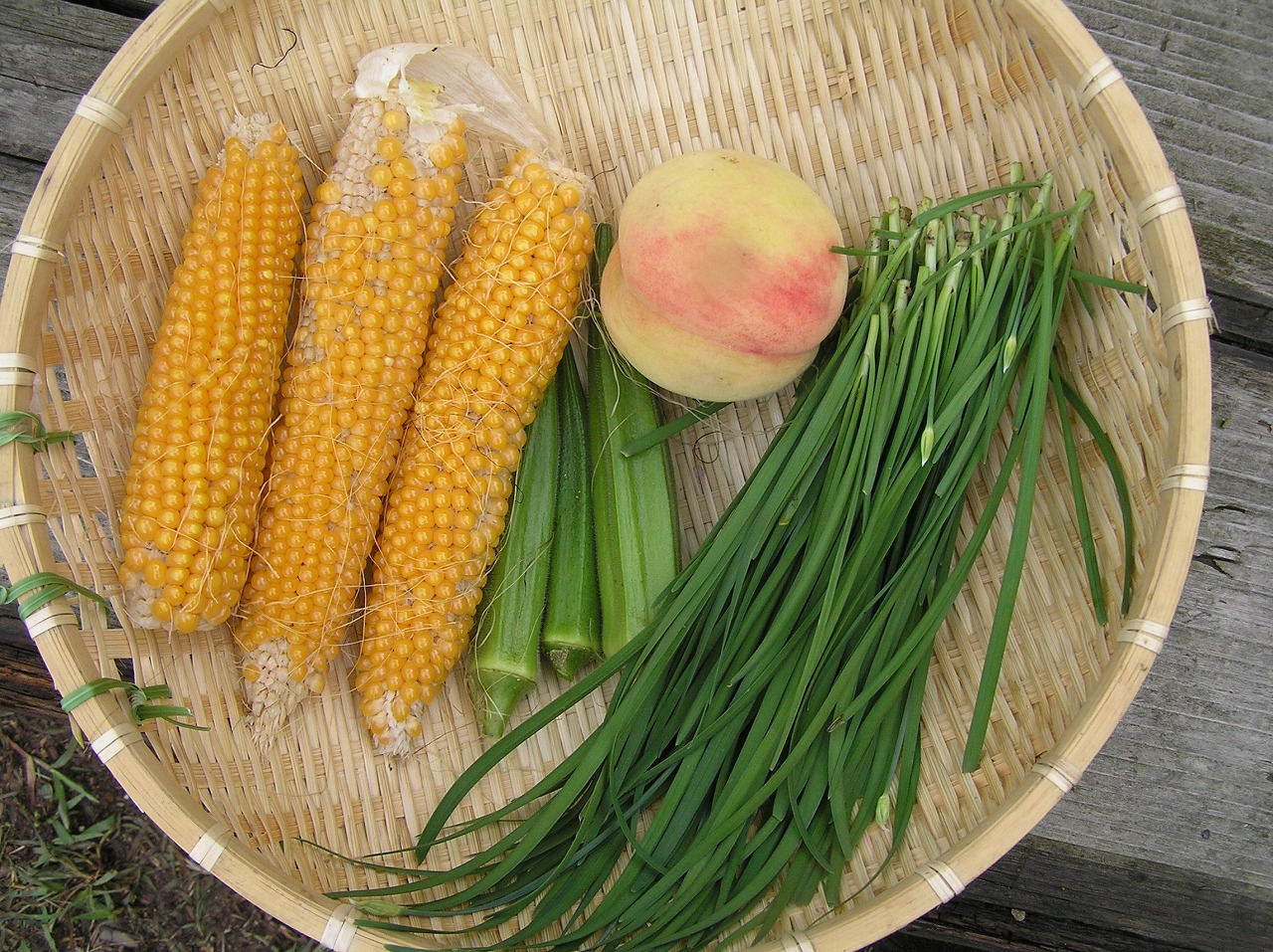
収穫された夏野菜

中高緯度の多くの国にとって、夏は最も活動的な時期である。
農業面でも重要な季節である。温帯では「実りの季節」とは夏を終えた秋を指すことが通例である。ただし、大陸東岸においては穀物・果実を含めたほとんどすべての作物の「収穫の時期」となるが、大陸西岸では秋とはもっぱら果物の収穫時期であり（フランス革命暦「葡萄月」）、夏の初めが麦類の収穫を祝い感謝する時期である（キリスト教、ユダヤ教の「ペンテコステ」）

### 日本
一般には、他の季節に比べて人々が行動的になり、戸外活動などを積極的に行う時期であるが、真夏の過酷な暑さを避け屋内に籠もる人々もいる。全般的には、夏の初期を中心に消費活動も盛んになるとされるが、晩夏の時期は消費が鈍る時期であるとされる。
屋外活動・旅行などは、梅雨の時期には、その悪天候から著しく制約されるものの、九州以北で梅雨が明け、学校が夏休みに入る7月下旬から活発になり、一般のサラリーマンの多くが休暇を取る時期である8月中旬（東京以外の大半の地域で月遅れのお盆の時期となる）を中心にピークを迎える。8月中旬を中心として、交通機関も激しく混雑する。
衣類のファッションについても、高温のため不可避的に肌の露出が増えることから、婦人服を中心に世間から注目されることが多く、その露出・開放感ゆえのアピール力から、後世に記憶が残るファッションが生まれることもある。
しかし、休暇を勉強に費やす必要がある受験生など、その熱気から距離を置かざるを得ない人もいる。日本企業の夏期休暇は西ヨーロッパ諸国より短い上に、関東地方から西では、夏期休暇にはまだ遠い7月半ば過ぎには梅雨が明け、酷暑の時期が到来してしまうことから、社会人にとっては「暑い中で仕事をしなければならない時期である」というイメージもまた強い。平成後期頃からクールビズなど勤務中の涼しい服装が奨励されており、徐々に国内に浸透しつつあるものの、未だそれとは無縁で真夏の戸外でもスーツ・ネクタイ着用を余儀なくされる人も少なからずいる。
短い夏期休暇の時期を、子どもの世話に追われる父母もまた多い。高温と日照に恵まれる夏は、作物の生長と同時に雑草の繁茂が著しく、除草技術や除草手段が未発達であった時代の稲作農家にとっては炎天下での除草作業に追われる厳しい季節であった。

### 農業・伝統行事
農業においては、農閑期と農繁期の両方の側面を持つ季節である。稲作では梅雨期の苗の成長から盛夏期の稲の開花に至るまで重要で、冷害・干害に警戒を怠れないが、「田植え」と「稲刈り」の間の期間にも位置する。イネの光合成が最も盛んな時期でもある。この時期次第で収穫が決まるとも言える。害虫に対しては虫送りの行事を行う地域があり、これを七夕の行事として行っている場合も多い。水不足も危険であるため、雨乞いの儀式は、七夕やお盆の行事として行われた。
夏野菜の収穫期である。農業主体の地域の夏の行事の時期や内容は、この農作業のサイクルに影響を受けたところが大きい。

#### 夏の行事

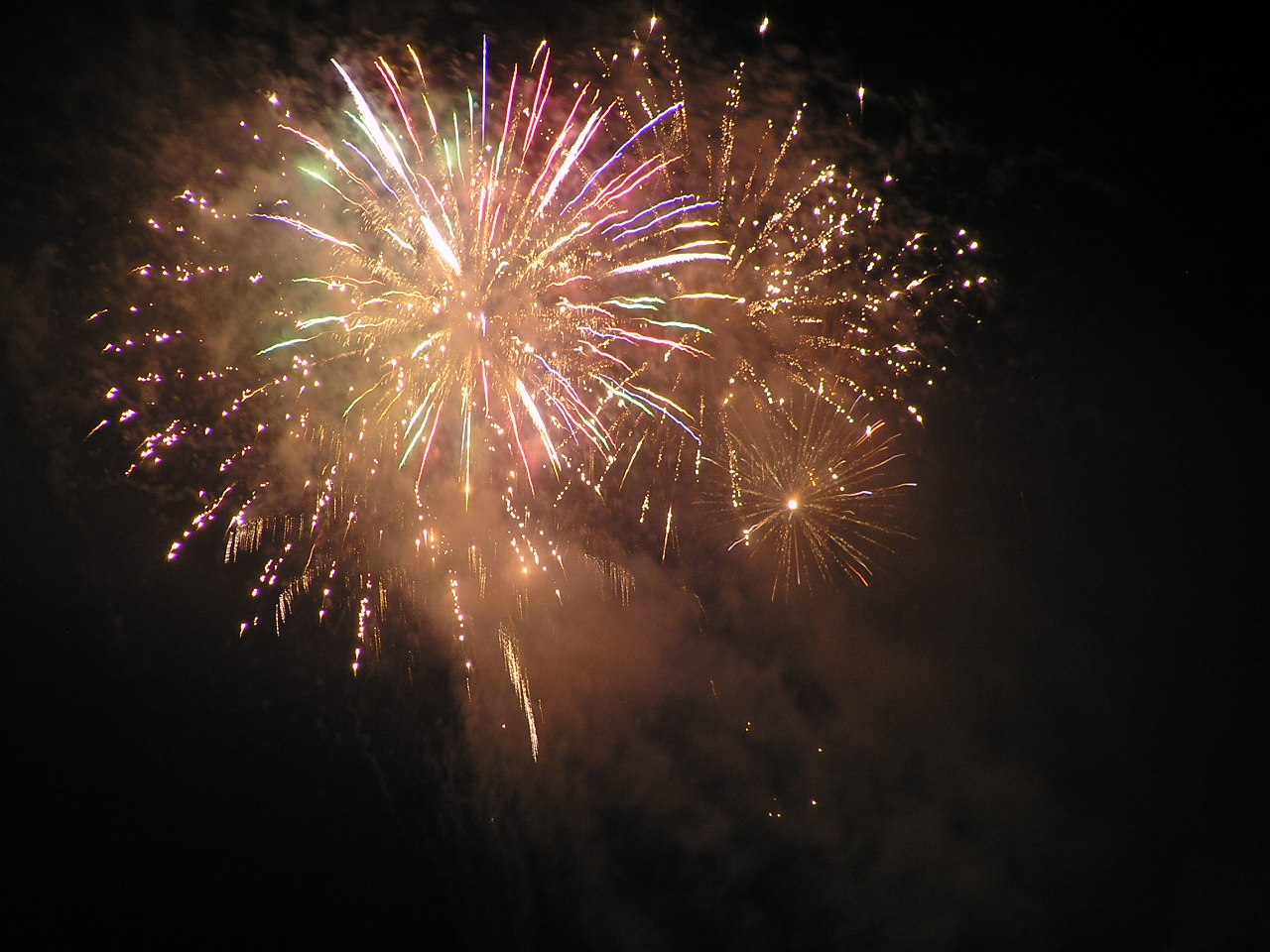
夏の風物 打ち上げ花火（積丹半島）

- 天神祭や祇園祭など各地の祭礼
- 七夕
- お盆
- 海開き・海水浴・スイカ割り
- 夏休み
- 夏祭り（盆踊り・金魚すくい・浴衣・花火）
- 肝試し
- プロ野球のオールスターゲーム
- 花火大会
- 高校野球

などがある。

### ヨーロッパ
ヨーロッパの人々は特に夏を渇望する。高緯度のため冬期には著しく昼間の短い上に悪天候の続く西ヨーロッパ・北ヨーロッパの諸国では、夏は唯一の「太陽の季節」であり、20世紀以降、西ヨーロッパ諸国の労働者は、長い夏期休暇（バカンス）をとることが通例となった。アルプス以北の諸国民は、公園などで日光浴をしたり、更に太陽と高温を求めて地中海方面などへ旅行に出かける者も大変に多い。地中海性気候の南ヨーロッパにおいても、冬は比較的温暖ではあるが雨が多く日照の少ない季節でもあるため、夏は太陽を求める重要な季節となる。スペインやイタリアなどでも、夏はバカンスの季節であり、労働者は休みをとって浜辺に繰り出す。また、スペインのサン・フェルミン祭（牛追い祭り）やイタリアの馬術の祭りなど、熱狂的な夏祭りも一部で見られる。

### アメリカ合衆国
アメリカ合衆国の場合、労働者の夏期休暇はヨーロッパほど長くないが、休暇の季節であることに変わりは無い。また、学校は年度末にあたり、しかも6月には終業してしまうので、学校の夏休みは正真正銘の長期休暇となる。この時期に高校生から大学院生まで、エクスターン、アルバイト、ボランティア活動などの多彩な社会経験を行うことが通例とされている。欧米の大半のスポーツは秋に始まり初夏に終わるシーズンを採用しており、アメリカにおいても（野球を除く）多くのスポーツがシーズンオフになる。ヨーロッパにおいても共通であるが、このシーズンオフを使って、スポーツの国際大会が開かれることが多い。近年の夏季オリンピックが7・8月に開催される事が多いのは、こうした事情による。
夏にかけて気温が上昇するにつれ犯罪は増える傾向があるが、アメリカの場合は銃の発砲がからむ、治安の悪い都市では若者のギャング集団同士の縄張り争いが激化するといった特徴が加わる。これは、暑くなると路上や歩道で過ごす時間が増え、若者同士の口論がエスカレートして銃撃や殺人が起きやすくなるとする説がある。

### 西アジア
西アジアの夏は極度に暑く、人々は昼間は家に籠もって、夜に交際や買い物を楽しむ生活を送る。日中の気温は40℃から50℃に達することもあり、湿度も高く、夜になっても30℃を下回らないことも多い。しかもほとんど雨が降らず、乾燥地帯では砂嵐が頻繁に発生するため、夏に不用意に出歩くことは，生命の危険と直結する。

### 南アジア・東南アジア
インドなど南アジア・東南アジアでは、夏はモンスーンによる雨季となり、雨期直前の酷暑期より気温が低下する。この雨季の降雨は南アジア・東南アジアの農業にとって生命線であり、国民にとっての気象に関する最重要関心事である。インドでは気象局がモンスーンがインド半島のどこまで到来しているかを詳細に実況・予測して国民に提供している。その実況図はあたかも日本における桜前線のような形で描かれる。

### 南半球
南半球の場合、クリスマスを夏の行事として行う（オーストラリア他各国）・カーニバルが軽装の服装で行われる（ブラジルなど）など、ヨーロッパでの冬の行事を夏の行事として祝うことになる。

## 夏の天文・自然

### 星座

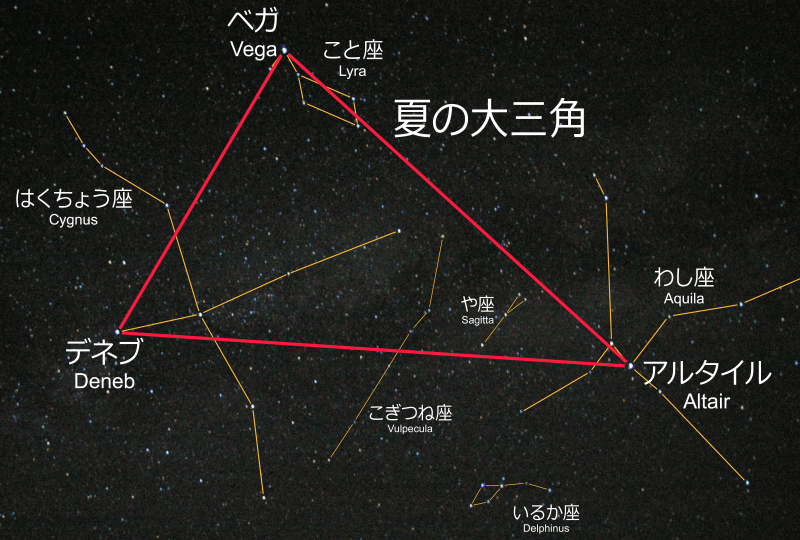
夏の大三角

北半球では、夏の夜空で目立つのは、天の川を隔てて向かい合うこと座とわし座、その間にあるはくちょう座である。それぞれに含まれる一等星であるベガ・アルタイル・デネブを結んだものを夏の大三角という。このベガを織女、アルタイルを牽牛として両者を夫婦と見なし、年に一度だけ出会える、という伝説が七夕のいわれである。
南の空ではさそり座が姿を現す。これは冬のオリオン座と入れ替えに出入りすることで有名である。
- 二百十日 - 台風の襲来
- 入道雲

### 植物

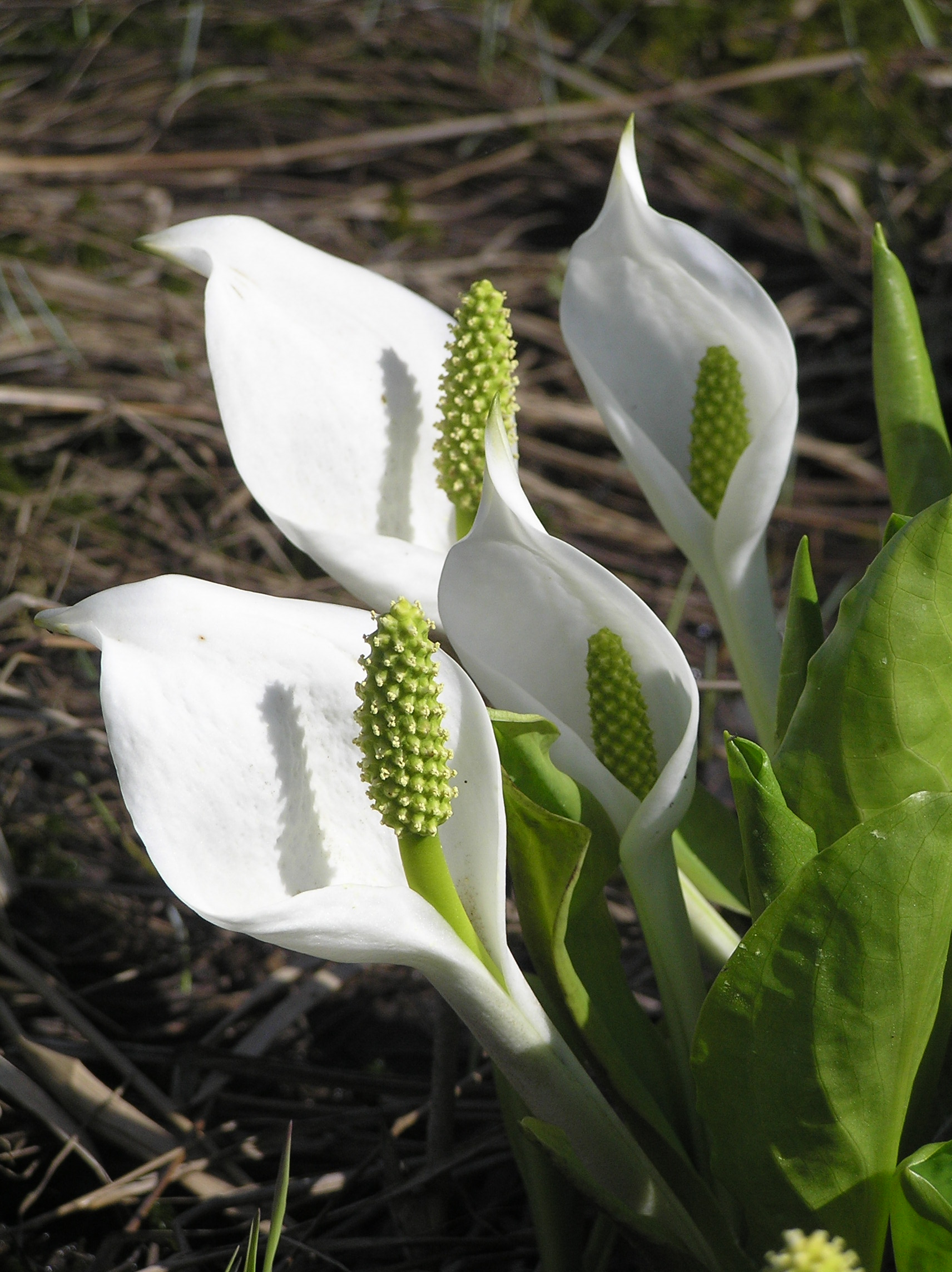
ミズバショウ（雨竜沼湿原）

日本で炎天下に咲く花としてはヒマワリやサルスベリが有名。夏の風物詩としてはアサガオも代表格。日本で夏本番といわれる7月・8月はすでに日長が短くなり始める時期に当たり、そのころに咲く植物は往々にして短日植物である。
高山では高山植物が一斉に花を咲かせる。夏の終わりには実をつけ、短い活動期間を終える。「夏の思い出」という詩にはミズバショウがでるが、春の花であり、夏には2mにもなる大きな葉をつけている。
また、夏後半には高温と水不足のために植物の衰弱を起こす場合があり、時には落葉が起こる場合がある。

### 昆虫
日本の夏(盛夏)にもっとも目立つのはセミである。大部分のセミが夏に出現し、それぞれに鳴き声を響かせる。鳴く虫は秋のものと考えられがちだが、キリギリスも夏が最盛期である。
カブトムシやクワガタムシも夏のものと考えられている。クワガタムシには成虫で年を越すものが多いが、カブトムシは夏だけ成虫が現れる。ほかにもスズメバチやカナブンなど、様々な昆虫が樹液の醗酵したものに集まるので、昆虫の場所取り合戦が見られる。子供の昆虫採集の目当ての一つでもある。もっとも、夏の盛りには昆虫は少なくなり、昆虫採集家はこれを俗に夏枯れという。昆虫の一番多い時期は初夏である。
また、ホタルやカも夏の風物詩である。

### 海の生物
夏は海岸がやや寂れる。海藻類は主として春から初夏に盛りを迎え、その後は衰える。これは、温度が上昇して活動が盛んになるにつれ、肥料分があっという間に消費されてそれが乏しくなるためと言われる。ホンダワラ類は根元で切れて海面に漂いでて、流れ藻となる。
他方、日本では黒潮の影響が強くなり、初夏にはカツオが盛りとなる。夏後半にはさらにカツオノエボシなどが沿岸に近寄るようになる。また、ウミガメが産卵のために海岸にやってくる。

## 夏を題材にした作品
「Category:夏を題材とした作品」も参照

### 文学
- 湯本香樹実『夏の庭 The Friends』
- ウィリアム・シェイクスピア『夏の夜の夢』夏至のフェアリー騒ぎである。
- 三島由紀夫『真夏の死』
- 枕草子 夏は夜
- 春過ぎて夏来たるらし白妙の 衣干したり天香具山 （持統天皇・万葉集）
- 夏山に恋しき人や入りにけむ 声振り立てて鳴くほととぎす （古今和歌集 夏の部）

### 音楽

#### 和楽、唱歌、童謡など
- 山田検校 『夏やせ』山田流箏曲
- 吉沢検校 『夏の曲』箏曲。「古今組」の一曲。
- 吉沢検校 『夏衣』 地歌・箏曲
- 作曲者不詳 『夏景色』地歌曲[7]
- 『納涼』：東くめ作詞・瀧廉太郎作曲[8]。組歌「四季」の一曲[9]。
- 『ほたるこい』：三上留吉作詞・作曲[10]
- 『夏の思い出』：江間章子作詞・中田喜直作曲
- 『せみのうた』：佐藤義美作詞：中田喜直作曲[11]
- 『夏は来ぬ』：佐佐木信綱作詞、小山作之助作曲

#### クラシック
- ヴィヴァルディ：協奏曲集『四季』 - 「夏」
- オネゲル：『夏の牧歌』
- ディーリアス：『川の上の夏の夜』
- ベルリオーズ：歌曲集『夏の夜』
- メンデルスゾーン：『夏の夜の夢』
- ピアソラ： 『ブエノスアイレスの四季』 - 「ブエノスアイレスの夏」
- グリーグ：『抒情小曲集』第10集 - 第2曲「夏の夕べ」

## 参照
1. ↑  “夏（なつ） - 語源由来辞典”. gogen-allguide.com. 2019年8月5日閲覧。
2. ↑  “暦Wiki/季節 - 国立天文台暦計算室”. eco.mtk.nao.ac.jp. 2024年3月14日閲覧。
3. ↑  “温暖化で日本の四季に変化　「梅雨」が季節になる可能性も”.   NEWSポストセブン (2020年12月7日). 2021年1月4日閲覧。
4. ↑  “なぜずれる？　二十四節気と季節感(No.0702)”. koyomi8.com. 2019年8月5日閲覧。
5. ↑  “1日で21人が銃撃の被害、2人死亡　治安改善したはずのシカゴで”.   CNN (2018年6月21日). 2018年6月28日閲覧。
6. ↑  “アーカイブされたコピー”. 2010年12月24日時点のオリジナルよりアーカイブ。2011年3月3日閲覧。
7. ↑  “夏景色”. 東京小唄・清元・三味線教室 (2010年2月13日). 2023年10月26日閲覧。
8. ↑  “「納涼/童謡・唱歌」の歌詞 って「イイネ！」”. www.uta-net.com. 2023年10月26日閲覧。
9. ↑  “瀧廉太郎による混声合唱曲集「組歌 四季」 瀧 廉太郎”. 合唱楽譜のパナムジカ. 2023年10月26日閲覧。
10. ↑  “ほたるこい/とりネット/鳥取県公式サイト”. www.pref.tottori.lg.jp. 2023年10月26日閲覧。
11. ↑  “童謡「せみのうた」歌詞”. kashinavi.com. 2023年10月26日閲覧。